# Liste der Straßen und Plätze in Borsberg (Dresden)

Lage der Gemarkung Borsberg in Dresden

Die Liste der Straßen und Plätze in Borsberg beschreibt das Straßensystem im Dresdner Ortsteil Borsberg mit den entsprechenden historischen Bezügen. Aufgeführt sind Straßen, die im Gebiet der Gemarkung Borsberg liegen. Kulturdenkmale in der Gemarkung Borsberg sind in der Liste der Kulturdenkmale in Borsberg (Dresden) aufgeführt.
Borsberg ist Teil des statistischen Stadtteils Schönfeld/Schullwitz, der wiederum in der Ortschaft Schönfeld-Weißig der sächsischen Landeshauptstadt Dresden liegt. Wichtigste Straße in der Borsberger Flur ist die Hochlandstraße, die als Kreisstraße K 6213 von Pillnitz kommend über Borsberg nach Zaschendorf führt. Insgesamt gibt es in Borsberg acht benannte Straßen, die in der folgenden Liste aufgeführt sind.

## Legende
Die nachfolgende Tabelle gibt eine Übersicht über die vorhandenen Straßen und Plätze im Ortsteil sowie einige dazugehörige Informationen. Im Einzelnen sind dies:
- Name/Lage: Aktuelle Bezeichnung der Straße oder des Platzes sowie unter ‚Lage‘ ein Koordinatenlink, über den die Straße oder der Platz auf verschiedenen Kartendiensten angezeigt werden kann. Die Geoposition gibt dabei ungefähr die Mitte der Straße an.
- Länge/Maße in Metern: Die in der Übersicht enthaltenen Längenangaben sind nach mathematischen Regeln auf- oder abgerundete Übersichtswerte, die in Google Earth mit dem dortigen Maßstab ermittelt wurden. Sie dienen eher Vergleichszwecken und werden, sofern amtliche Werte bekannt sind, ausgetauscht und gesondert gekennzeichnet. Bei Plätzen sind die Maße in der Form a × b dargestellt. Der Zusatz ‚im Stadtteil‘ bzw. ‚im Ortsteil‘ gibt an, wie lang die Straße innerhalb des Stadt-/Ortsteils ist, sofern sie durch mehrere Stadt-/Ortsteile verläuft.
- Namensherkunft: Ursprung oder Bezug des Namens.
- Jahr der Benennung: Zeitpunkt, zu dem die Straße ihren heute gültigen Namen erhielt (sofern bekannt).
- Anmerkungen: Weitere Informationen bezüglich anliegender Institutionen, der Geschichte der Straße, historischer Bezeichnungen, Baudenkmalen usw.
- Bild: Foto der Straße.

## Straßenverzeichnis
| Name/Lage                   | Länge/Maße | Namensherkunft                              | Jahr der Benennung | Anmerkungen | Bild                   |
| --------------------------- | ---------- | ------------------------------------------- | ------------------ | --- | ---------------------- |
| Borsbergblick Lage          |            | Blick auf den Borsberg                      |                    | Der 361 Meter hohe Borsberg erhebt sich unmittelbar östlich der Ortslage. Seit 1865 steht auf seinem Gipfel eine Säule, die als Station 1. Ordnung für die Königlich-Sächsische Triangulation diente. Bis zur Eingemeindung Schönfeld-Weißigs nach Dresden lag am Südhang des Borsbergs der höchste Punkt Dresdens. | Borsbergblick          |
| Brunnenweg Lage             |            | Brunnen                                     |                    | Am Brunnenweg liegen zwei der Borsberger Kulturdenkmale. | Brunnenweg             |
| Hochlandstraße Lage         |            | Schönfelder Hochland, umgebende Landschaft  |                    | Die Hochlandstraße verbindet Borsberg mit den Nachbarorten Pillnitz und Zaschendorf. An ihr liegen mehrere Borsberger Kulturdenkmale. Ihre Fortsetzung in Pillnitz heißt Wünschendorfer Straße, der weitere Verlauf in Zaschendorf trägt den Namen Zum Triebenberg. | Hochlandstraße         |
| Hörnchenweg Lage            |            | Flurname Hörnchen                           |                    | Das Hörnchen, früher „Hörngen“ geschrieben, ist eine unscheinbare Erhebung südwestlich des Borsbergs am Ende des Hörnchenwegs und markiert als Geländevorsprung die Südspitze des Schönfelder Hochlands unmittelbar an dessen Steilabfall (Dresdner Elbhänge) in den Elbtalkessel. | Hörnchenweg            |
| Krieschendorfer Straße Lage |            | Krieschendorf, direkt benachbarter Ortsteil |                    | Die Krieschendorfer Straße verbindet Krieschendorf mit der Meixstraße, ist aber als Feldweg für den öffentlichen Kraftfahrzeugverkehr gesperrt. | Krieschendorfer Straße |
| Meixstraße Lage             |            | Sagenfigur Meix                             |                    | Die Meixstraße führt auf der schmalen Anhöhe zwischen Meix- und Vogelgrund entlang und verbindet Pillnitz über Borsberger Flur mit Reitzendorf und Schönfeld, wo sie jeweils den gleichen Namen trägt. Sie verfügt über keine direkte Verbindung ans übrige Borsberger Straßennetz und wurde nach dem Drachen Meix benannt, auf den einer Sage nach der Name des Meixgrunds und der denkmalgeschützten Meixmühle zurückgehen soll. | Meixstraße             |
| Meixweg Lage                |            | Sagenfigur Meix                             |                    | Benannt wurde der Meixweg nach dem Drachen Meix, auf den einer Sage nach der Name des Meixgrunds und der Meixmühle zurückgehen soll. Das Feuerwehrhäuschen an dem Weg ist als Kulturdenkmal geschützt. | Meixweg                |
| Zum Tiefen Grund Lage       |            | Flurname Tiefer Grund                       |                    | Der Tiefe Grund ist ein Kerbtal im Bereich der Dresdner Elbhänge. Der darin fließende Bach markiert abschnittsweise die östliche Stadtgrenze Dresdens und mündet in Oberpoyritz in den Graupaer Bach. | Zum Tiefen Grund       |